# Berardius bairdii
Il berardio boreale (Berardius bairdii) è forse la balena più grande fra gli zifidi.

## Caratteristiche
Ricorda il iperodonte australe e il berardio australe, tanto che secondo alcuni si tratta della stessa specie. È lungo 12-13 metri e pesa circa 10-11 tonnellate.

## Comportamento
Si sposta in branchi che emergono e soffiano all'unisono, le sue immersioni durano circa 25 - 35 minuti.

## Distribuzione
Si ritrova intorno alle Isole Aleutine nel Pacifico settentrionale, il Mare di Okhotsk, la California, l'Isola di Vancouver in Canada, a nord-ovest delle Hawaii, nel Giappone nella parte sud-occidentale di Hokkaidō, Baia di Tobayama e lungo i «Monti dell'Imperatore», dove per anni è stato oggetto di caccia, la caccia viene eseguita in tempi recenti sotto il controllo del governo.